# 北星信用金庫
北星信用金庫（ほくせいしんようきんこ、英語：Hokusei Shinkin Bank）は、北海道名寄市に本店を置く信用金庫である。2007年10月9日に、士別信用金庫と対等合併と同時に、名称を名寄信用金庫から変更した。

## 概要
当金庫は名寄市に本店を置くが、上記にもあるよう士別信用金庫との対等合併で現在の名となった。
営業エリアは、和寒町以北の上川地方北部、旭川市周辺、留萌管内天塩町、宗谷管内幌延町・枝幸町・中頓別町、札幌市。
名寄市・和寒町・剣淵町・下川町・中川町・音威子府村の指定金融機関となっている。
自己資本比率は15.69%（2019年3月末現在、国内基準）。合併直後の2008年3月期には一度15%を越えた。その後低下する傾向にあったが、回復基調にある。。
2019年3月現在の役職員数は183人。総預金量は2,620億円。

## 沿革
- 1951年5月 - 名寄信用組合として設立。
- 1951年12月 - 信用金庫に転換、名寄信用金庫に改組。
- 1977年10月 - 本店に現金自動支払機設置。
- 1991年6月 - 情報誌「フィール」創刊。
- 2002年7月 - 損害保険窓口販売開始。
- 2003年12月 - 生命保険窓口販売開始。
- 2007年10月9日 - 士別信用金庫と合併、北星信用金庫に改称[1]。
- 2009年6月1日 - 札幌市中央区北2条西3丁目に札幌支店を新設。道央圏に進出。
- 2010年8月13日 - 元職員がATMの現金を着服するという不祥事件が発生。

## totoの払い戻し店
スポーツ振興くじ(toto)当選券の払い戻しは次の店舗でのみ取り扱う。
- 本店（名寄市西2条南）
- 士別中央営業部（士別市大通西/旧士別信金本店[1]）